# Alle elsker Touda
Alle elsker Touda er en marokkansk film fra 2024, der er instrueret af Nabil Ayouch, der tidligere har været medforfatter og producent på Den blå kaftan. Den var Marokkos Oscar-bidrag.
Filmen er marokkansk med en række udenlandske medproducenter, herunder også det danske filmselskab Snowglobe.

## Handling
Sangerinden Touda har en frigjort, livlig og ukuelig personlighed, som giver status i lokalmiljøet, men også skaber hende fjender. Hun optræder om aftenen på provinsbarer, hvor mændene ser sultent på hende. Men hendes drøm er at slå igennem som aita-sangerinde og især at blive Sheikhat, en respekteret, traditionel marokkansk sangerinde. Samtidig vil hun gerne hjælpe sin hørehæmmede søn til et bedre liv. Derfor flytter hun til storbyen Casablanca, hvor hun håber at få den anerkendelse, hun drømmer om, og hjælpe både sig selv og sin søn til en bedre fremtid.

## Medvirkende
- Nisrin Erradi som Touda
- Joud Chamihy som Yassine
- Jalila Talemsi som Rkia
- El Moustafa Boutankite som Violinisten
- Lahcen Razzougui som Elskeren

## Modtagelse
Alle elsker Touda blev udvalgt som Marokkos bidrag til Oscaruddelingen.

### Danmark
Filmmagasinet Ekko gav filmen fire ud af seks stjerner. Anmelderen skrev, at Nisrin Erradi var suveræn som folkesanger, og at filmen var sensuel og samtidig stillede skarpt på menneskehedens sørgelige tradition for at fornedre kvindelige kunstnere. Anmelderen mente dog samtidig, at filmens tempo var lovlig lavt. I Avisen.dks anmeldelse fik filmen også fire stjerner, og anmelderen mente, at den stærke og komplekse film visuelt var en fryd, og at Erradi var fabelagtig i hovedrollen. I Information mente Lone Nikolajsen, at historien ikke hang særlig godt sammen og tit tog en underforklaret drejning, men at dens drama var stærkt nok til at gøre filmen seværdig.